# Öbacken-Bränninge naturreservat

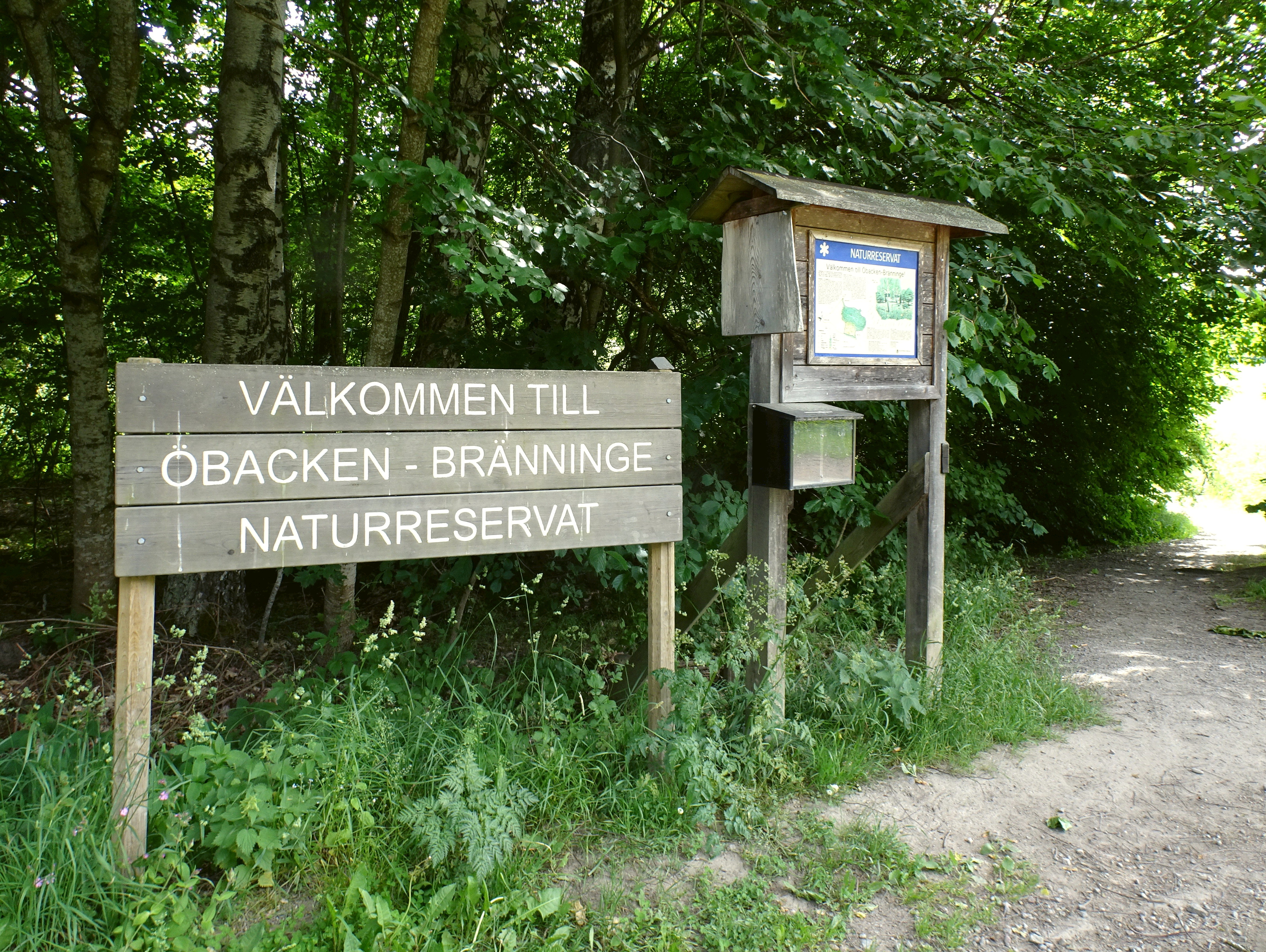
Entrén till reservatet

Öbacken-Bränninge naturreservat är ett naturreservat i Södertälje kommun i Stockholms län. Reservatet bildades 1992 och är 24,5 hektar stort. 

## Beskrivning
Reservatet ligger på halvön Öbacken belägen i Hallsfjärden söder om tätorten Pershagen. Namnet anknyter dels till Öbacken och dels till godset Bränninge som ligger strax väster om Öbacken vilken ursprungligen ingick i gårdens ägor. 1970 förvärvade Södertälje kommun Bränninges egendom. I oktober 1992 beslöt kommunen att den 24,5 hektar stora halvön ”Öbacken” skulle bevaras som naturreservat och skulle heta Öbacken-Bränninge naturreservat.
Norr om Öbacken sträcker sig Bränningeviken, där det anlades ett gjuteri i mitten av 1600-talet och på 1680-talet en stångjärnshammare. På halvöns norra sida finns en liten holme som kallas Vargholmen. Här har besökaren en vidsträckt utsikt över Hallsfjärden ända i till Södertälje. Runt Öbacken går en vandringstig och på själva berget växer högrest barrskog. Nedanför sluttningen i väster finns en del ekar i skogsbrynet. I söder övergår vegetationen i hagmark som betas av kor.

## Syfte
Enligt kommunen är syftet med reservatet att bland annat "bevara ett område som har ett stort värde som närströvområde i omedelbar anslutning till tätbebyggelse samt därutöver säregna botaniska kvalitéer".

## Bilder

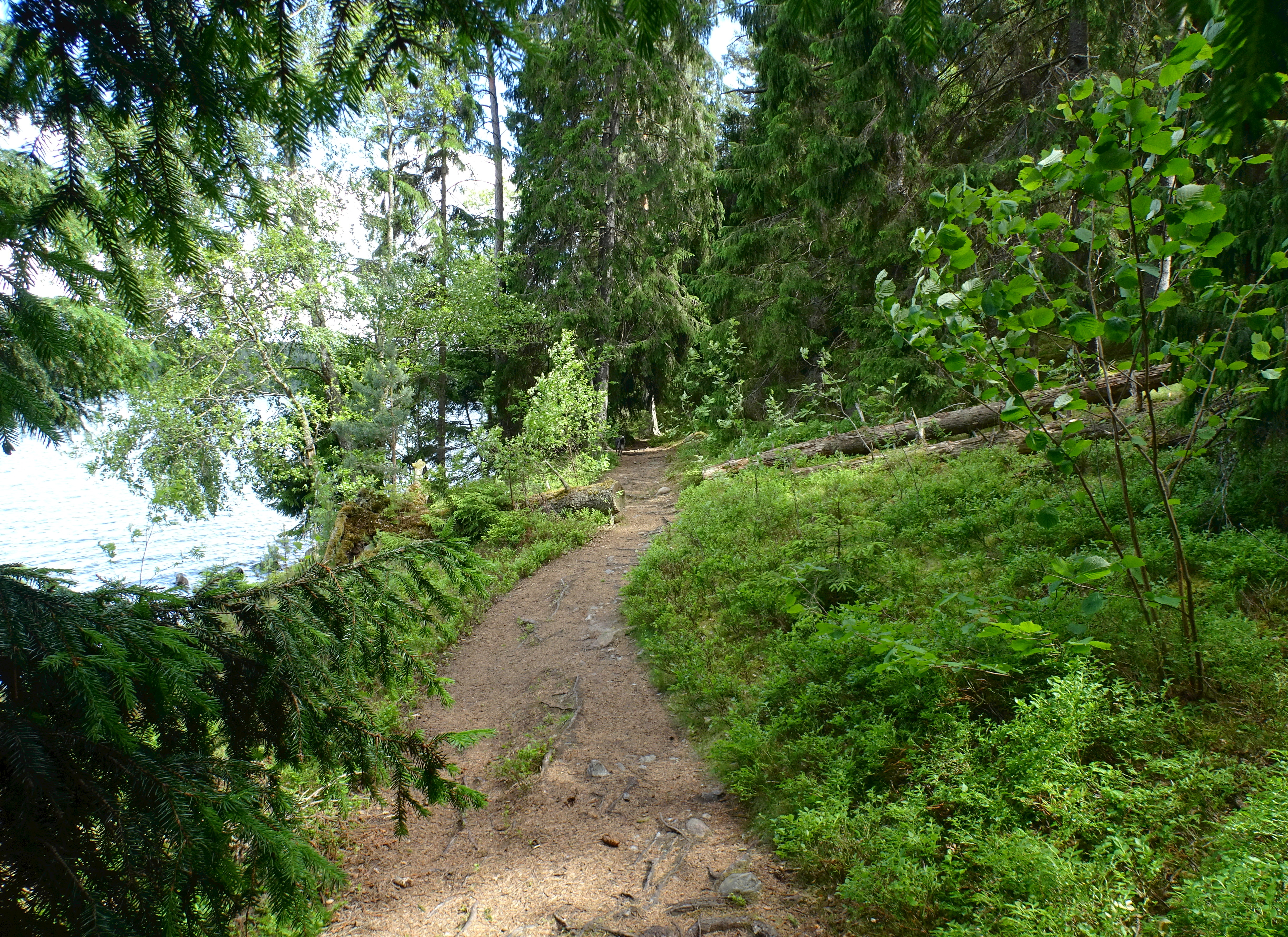
Vandringsstig på Öbackens norra sidan
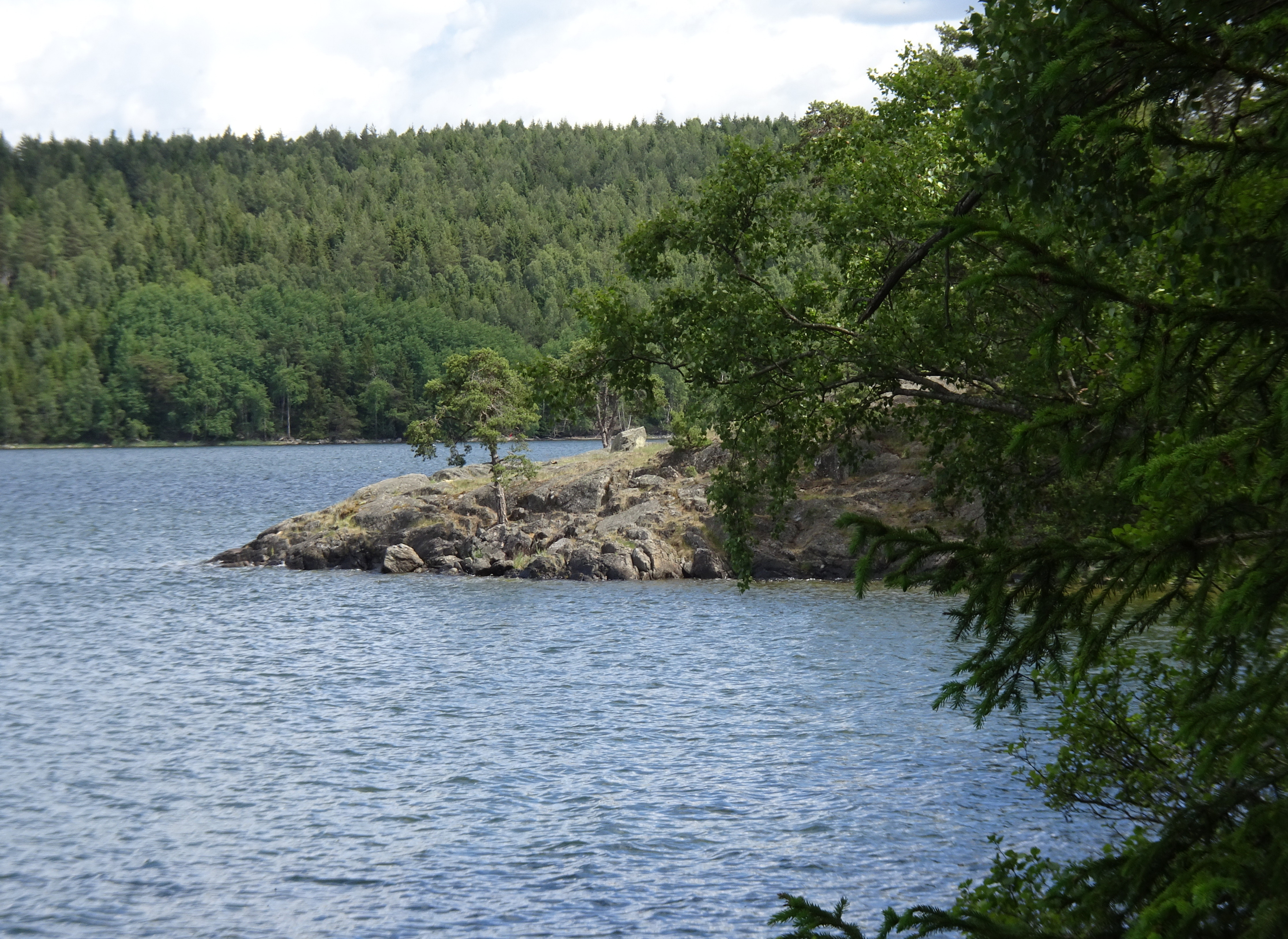
Vargholmen
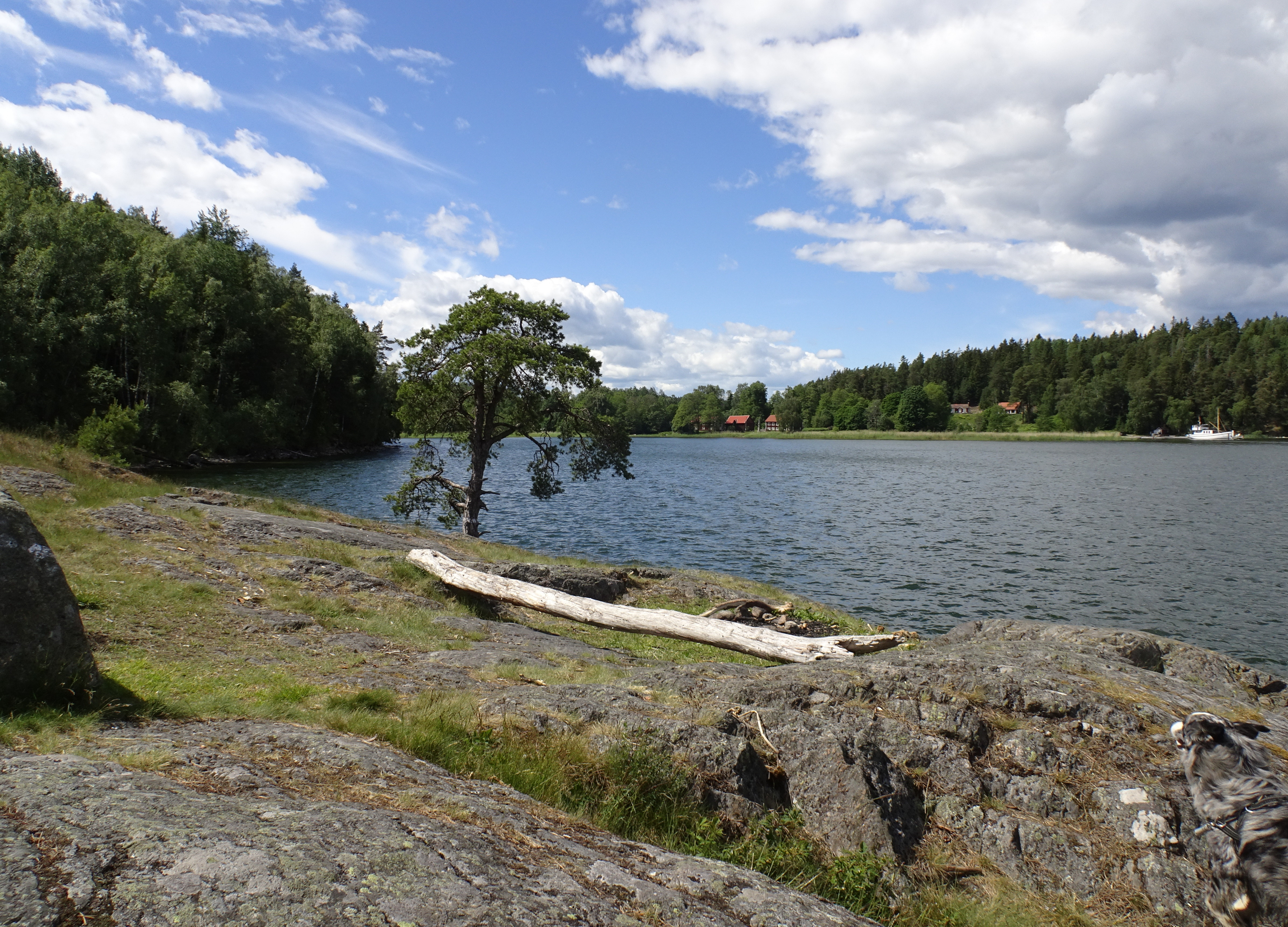
Vy från Vargholmen över Bränningeviken in mot land

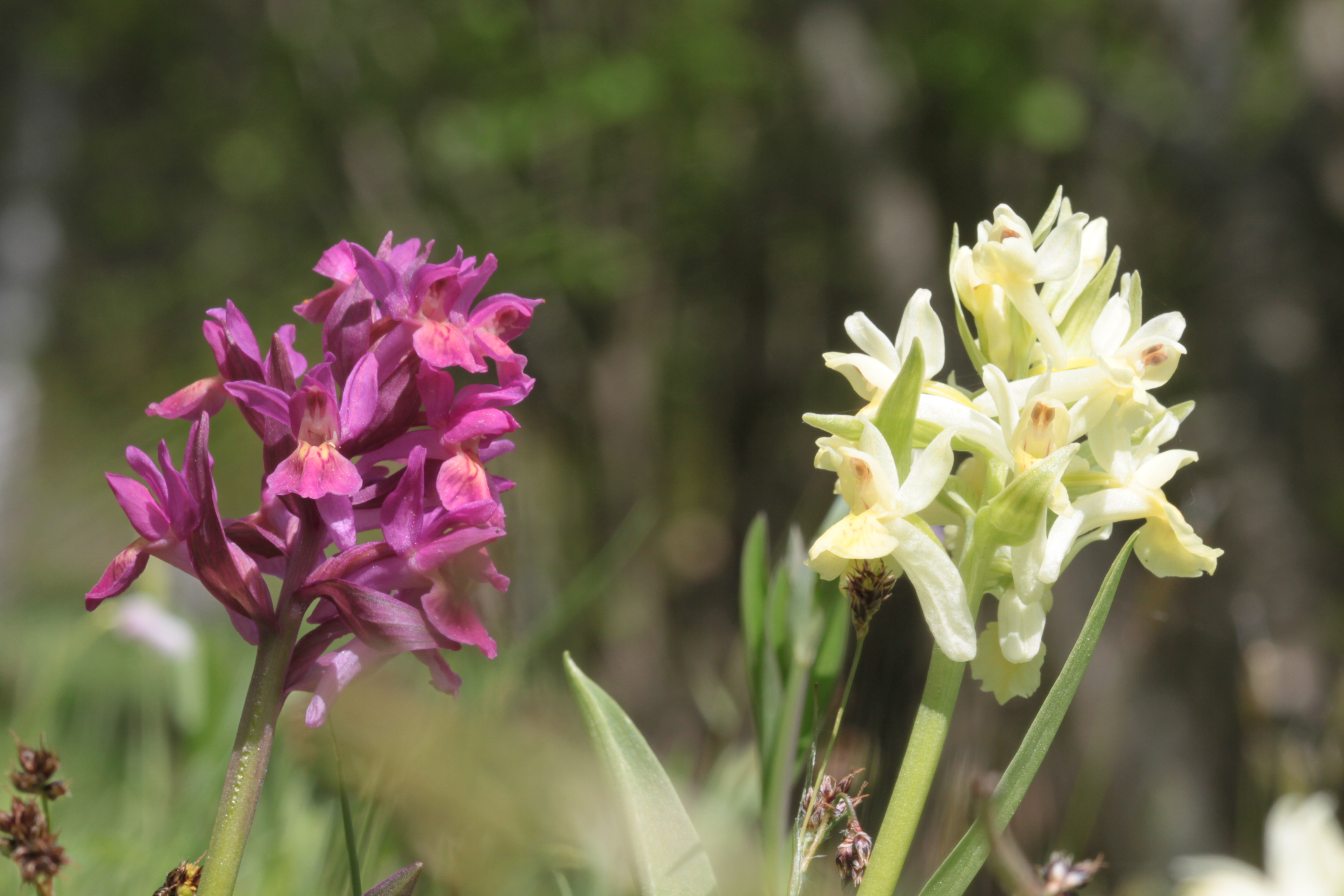
Orkidéerna Adam och Eva växer i Öbackens hagmark